# داميانو سيما
داميانو سيما (بالإيطالية: Damiano Cima)‏ (و. 1993  م) هو راكب دراجة هوائية إيطالي، ولد في بريشا.

## سجل الفوز

### سباقات أو مراحل فاز بها
| التاريخ        | السباق                  | المركز                   |
| -------------- | ----------------------- | ------------------------ |
| 19 مارس 2017   | لا بوبولاريسيما 2017    | المركز الثاني            |
| 03 يونيو 2018  | طواف كوريا 2018         | الثامن في تصنيف النقاط   |
| 05 سبتمبر 2018 | طواف شينغتاي 2018       | الفائز في التصنيف العام  |
| 14 سبتمبر 2018 | طواف الصين i 2018       | المركز الثاني            |
| 02 يونيو 2019  | طواف إيطاليا 2019       | الفائز في تصنيف الانفصال |
| 14 فبراير 2021 | طواف ألميريا 2021       | العاشر في التصنيف العام  |
| 12 سبتمبر 2021 | 2021 Okolo Jižních Čech | المركز الثالث            |

## روابط خارجية
- داميانو سيما على موقع الاتحاد الدولي للدراجات (الإنجليزية)
- داميانو سيما على موقع أرشيف الدراجات (الإنجليزية)
- داميانو سيما على موقع إحصائيات الدراجات الإحترافية (الإنجليزية)
- داميانو سيما على موقع نسبة الدراجات (الإنجليزية)
- داميانو سيما على موقع CycleBase (الإنجليزية)